# Проєкт Монток
41°03′44″ пн. ш. 71°52′27″ зх. д. / 41.062222222222° пн. ш. 71.874166666667° зх. д.
«Проєкт „Монток“» (часто неправильно транслітерується як «Проєкт „Монтаук“») — це теорія змови, яка стверджує, що уряд США проводив низку проєктів у державному парку Кемп-Герой або на військово-повітряній базі Монток у переписній місцевості Монток, Нью-Йорк, з метою розроблення методів психологічної війни та екзотичних досліджень, включаючи подорожі у часі. Історія проєкту Монток походить із серії книг «Проєкт Монток» Престона Ніколса, в якій ці історії поєднані з історіями про Софійський експеримент з переміщенням у часі.

## Походження
Історії про проєкт Монток поширювалися з початку 1980-х років. За словами дослідника НЛО Жака Валле, історії про експеримент Монтока, схоже, походять із вельми сумнівних розповідей Престона Ніколса та Ела Білека, які обидва стверджували, що відновили витіснені спогади про свою участь у проєкті. Престон Ніколс також стверджує, що його періодично викрадали, щоб продовжувати участь проти його волі. Ніколс, який народився 24 травня 1946 року в Лонг-Айленді, штат Нью-Йорк, стверджує, що має дипломи з парапсихології, психології та електротехніки, і разом з Пітером він написав серію книг, відому як серія «Проєкт Монток». Мун, справжнє ім'я якого Вінсент Барбарік. Основна тема проєкту Монток стосується передбачуваної діяльності на мисі Монток. Вони зосереджені на таких темах, як урядові / військові експерименти Сполучених Штатів Америки в таких сферах, як подорожі в часі, телепортація, контроль розуму, контакт із позаземним життям та інсценування фальшивих висадок Аполлона на Місяць, оформлені як події, що відбулися після успішного Філадельфійського експерименту 1943 року.
І Пітер Мун, і Престон Ніколс заохочували спекуляції щодо змісту; наприклад, вони написали: «Незалежно від того, чи читаєте ви це як наукову фантастику чи нон-фікшн, вас чекає дивовижна історія» у своєму першому розділі, описуючи більшу частину вмісту як «м'які факти» в Посібнику для читачів і публікуючи інформаційний бюлетень з оновленнями історії.
Твір було схарактеризовано як вигадка, оскільки вся історія була сфабрикована Престоном Ніколсом і певною мірою Стюартом Свердлоу, який постійно суперечить своїй власній передісторії, і справді виглядає так, ніби Свердлоу просто хотів стати відомим у Спільноті Нью-Ейдж та створити собі репутацію.

## Радар

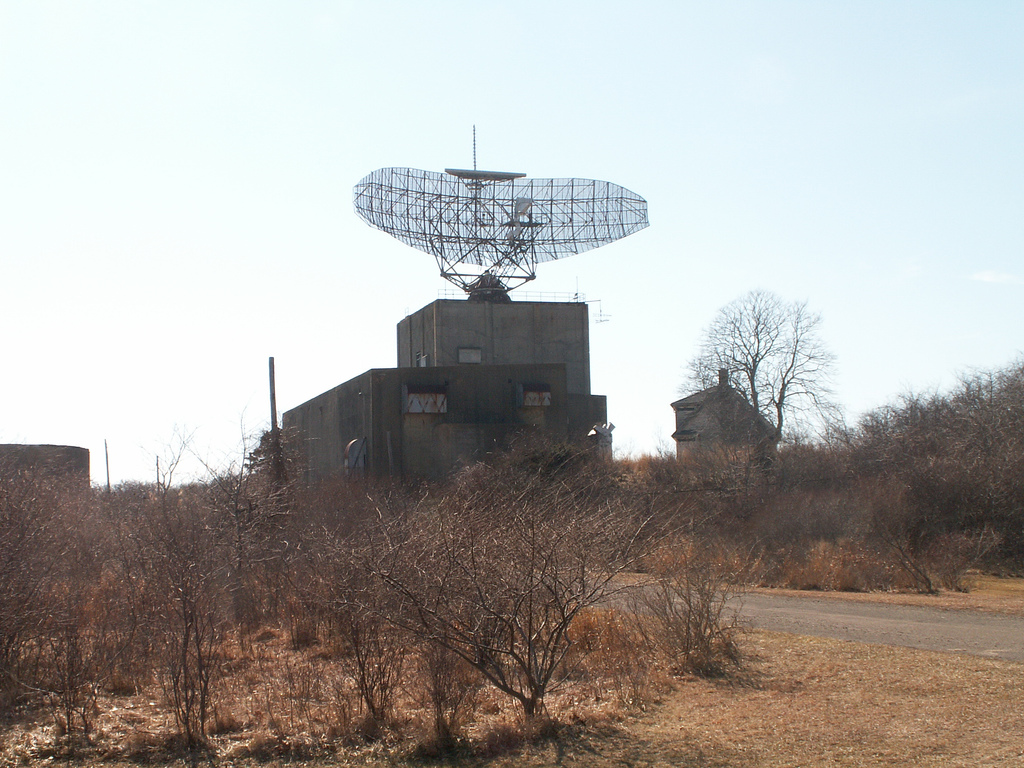
Радар AN/FPS-35.

AN/FPS-35 — радар у міському парку Монтока, центральна технічна фігура теорії змови у проєкті Монток. Списаний радар все ще розташований за парканом, але можна ходити по міському парку навколо нього. Останній з наявних радарів такого типу не був демонтований, тому що «є кращим береговим орієнтиром, ніж сусідній маяк Монток».

## У ЗМІ
У 2015 році «Хроніки Монтока», екранізація змови за участю Престона Ніколса, Альфреда Білека та Стюарта Свердлоу, була випущена онлайн, а також на DVD та Blu-ray. Фільм отримав нагороду у номінації за найкращий документальний фільм на кінофестивалі Філіпа К. Діка в Нью-Йорку і був представлений на Coast to Coast AM і The Huffington Post.
Телесеріал Netflix Дивні дива (2016) був натхненний дещо сумнівним проєктом Монток, і свого часу Montauk використовувався як його робоча назва.